# 蓬卡拉莱
蓬卡拉莱（義大利語：Poncarale），是意大利布雷西亚省的一个市镇。总面积12平方公里，人口5272人，人口密度439.3人/平方公里（2009年）。国家统计（ISTAT）代码为017147。